# Намка
Намка или намкха (тиб. ནམ་མཁ, лат. mkha «пространство», «основа», «опора для всего сущего», «пересечение, гармонизирующее все пять элементов») – особая конструкция из деревянных палочек, обмотанных цветными нитками. Этот предмет применялся в древних ритуалах шаманской традиции Бон — добуддийской религии Тибета. Он символизирует всеобщее пространство, в котором взаимодействуют пять материальных первоэлементов — земля, металл, вода, дерево и огонь, и, в соответствии с астрологическими вычислениями, отображает основные составляющие и виды энергии человека, формирующиеся в период от зачатия до рождения .
Знания о практическом использовании намка были почти полностью утрачены, но современный учитель и распространитель Дзогчен, Чогьял Намкхай Норбу Ринпоче, в 1983 году написал текст под названием «Изготовление намка, который упорядочивает энергию элементов» и начал передавать эти знания своим ученикам. Его последователи верят, что это средство гармонизации энергии человека — как на внутреннем уровне, так и в связи со всей энергией вселенной в целом. 
Согласно верованию,  
намка работает как оберег. Для создания намка нужно обладать астрологическими данными человека по тибетскому календарю. Недостаточно просто составить намка физически – нужно также активировать амулет посредством специального ритуала. Во время инициации намка призываются божества, тесно связанные с физическим телом человека и контролирующие элементы пяти начал. 
Кроме того, намка может быть использована как ритуальное подношение богам или духам, например, божеств дома (культе пукхла). 